# 印第安納州印第安納波利斯聖殿
印第安納印第安納波利斯聖殿（Indianapolis Indiana Temple）是位於印第安納波利斯北郊卡梅爾的一座耶穌基督後期聖徒教會的聖殿。印第安納印第安納波利斯聖殿的建設計劃在2010年10月2日公佈，外觀類似亞利桑那吉拉谷聖殿。2012年9月29日，聖殿舉行了動工儀式。聖殿在2015年7月17日至8月8日之間對公眾開放，在2015年8月23日奉獻。

## 外部連結
- Indianapolis Indiana Temple （页面存档备份，存于） (official)
- Mormon Temples: Indianapolis Indiana Temple （页面存档备份，存于） at MormonTemples.org, "[a] Resource for Neighbors and Communities", LDS Church
- Indianapolis Indiana Temple at LDSChurchTemples.com